# Fogarassy Miklós
Fogarassy Miklós (Budapest, 1939. június 27. – 2013. augusztus 14.) magyar könyvtáros, irodalomtörténész, író, műkritikus, szociológus. A Mészöly Miklós Társaság alelnöke volt.

## Életpályája
Szülei: Fogarassy Béla és Makara Anna (1909–1993) voltak. Középiskolai tanulmányait a győri Czuczor Gergely Bencés Gimnáziumban járta ki. 1957–1962 között az Országos Széchényi Könyvtár munkatársa volt. 1959–1963 között az ELTE BTK magyar-könyvtár szakos hallgatója volt. 1961-től jelentek meg művei. 1962–1968 között az Írószövetség Könyvtárának munkatársa volt. 1968-tól az Országos Széchényi Könyvtár Könyvtártudományi és Módszertani Központjának munkatársa, az Új Könyvek című lap egyik szerkesztője, a hazai gyermekkönyvtárak és a könyvtári-informatikai fejlesztések egyik országos referense volt. 2002-ben nyugdíjba vonult.
Irodalmi és képzőművészeti alkotásokról írt, elsősorban XVII. századi festőkről és XXI. századi magyar írókról, költőkről.

## Művei
- Olvasó a labirintusban (olvasásszociológiai írások, Kamarás Istvánnal, 1981)
- Vermeer: A festőművészet (esszé, 1987)
- Ki kicsoda a mai magyar gyermekirodalomban? Életrajzi kislexikon kortárs írókról, költőkről (szerkesztette, 1988)
- Tandori-kalauz (1996)
- Magasiskola. In memoriam Mészöly Miklós; vál., szerk., összeáll. Fogarassy Miklós; Nap, Bp., 2004 (In memoriam)
- Vermeer. Két esszé; Orpheusz, Bp., 2009
- Szabó István: A barátság szelleme. Levél- és dokumentumgyűjtemény; előszó, szerk., jegyz. Győri János és Fogarassy Miklós; Kortárs, Bp., 2009 (Kortárs levelezés)
- Az olvasó. Írások Lakatos András tiszteletére; szerk. Fogarassy Miklós; Osiris–OSZK, Bp., 2009
- "Még nem kelt fel a nap". Mészöly Miklós Elégiája; Kalligram, Pozsony, 2009

## Díjai
- Soros-ösztöndíj (1988–1989, 1991, 1994)
- MKE Emlékérem (könyvtár) (1996)[4]
- Füzéki István-emlékérem (2009)[4]